# Нудельман, Михаил Шлёмович
Михаил Шлёмович Нудельман (30 июня 1938, Киев — 25 декабря 2018, Израиль) — израильский политик, занимал в прошлом должности вице-спикера Кнессета и президента Сионистского форума, профессор математики и экономики.
Диссертацию доктора экономических наук по теме «Управление развитием рекреационного комплекса: Методология социально-экономического обоснования, планирования и организации» защитил в 1987 году. Репатриировался из Киева в 1991 году. Работал директором научного центра Хайфского университета в Тель-Хае. Член совета директоров Академического колледжа «Тель-Хай». Занимался научными исследованиями в области природы и охраны окружающей среды. В 1993 году был избран в муниципальный совет города Кирьят-Шмона.
Один из учредителей партии «Исраэль ба-Алия», в составе которой был избран в Кнессет 14-го созыва. Председатель парламентской комиссии по науке и технологии, член финансовой комиссии и комиссии по охране окружающей среды. Вместе с доктором Юрием Штерном в 1999 году основал список «Алия», присоединившийся впоследствии к движению «Наш дом - Израиль».
В 2001 году был избран президентом Сионистского Форума.
Михаил Нудельман являлся автором многих законов, направленных на улучшение социального положения репатриантов и малоимущих слоев населения. Значительную часть своей деятельности Нудельман посвящал вопросам экологии, экономики, культуры, науки и спорта. Член парламентских комиссий по алие и абсорбции; по науке, культуре и спорту; по образованию.
После того, как фракция «НДИ — Ихуд Леуми» вошла в правящую коалицию, Михаил Нудельман занял пост вице-спикера Кнессета и вошёл в состав участников финансовой комиссии. После создания партии Кадима в 2005 присоединился к этой партии и был избран от неё в 17-й созыв израильского кнессета на 27-е место. На выборах в 18-й созыв возглавлял партию Алия, которая не получила минимального количества голосов. чтобы попасть в Кнессет.
Был женат, двое детей. Проживал в Кирьят-Шмоне.